# Хелен Б. Таусег
Хелен Б. Таусег (Helen B. Taussig, Кембриџ, Масачусетс, 24. мај 1898 – Кенет Сквер, Пенсилванија 20. мај 1986) била је амерички дечји кардиолог. Позната као оснивач дечије кардиологије, заслужна је за класификацију и опис многих срчаних малформације и примену метода  дијагностиковања проблеме са срцем додиром, а не звуком.  Остаће запамћена по свом иновативном раду на синдрому "плаве бебе", у оквиру кога је  1944. године заједно са хирургом Алфредом Блалоком  развила операцију за корекцију урођене срчане мане која узрокује овај синдром. Од тада, њихова операција је продужила хиљаде живота и сматра се кључним кораком у развоју хирургије на отвореном срцу одраслих у наредној деценији.Остаће запамћена и по томе што је помогла да се спречи криза урођених дефекта талидомидом у Сједињеним Америчким Државама, сведочећи у Управи за храну и лекове о ужасним последицама које је лек изазвао у Европи.

## Живот и каријера
Рођена  је као најмлађе од четворо деце од оца Френка В. Таусега, признатог економисте који је предавао на Харварду и био саветник Вудроа Вилсона, и мајке Едит, рођена Гуилд,  једне од првих студената на Радклиф колеџу. Мајка је умрла када је имала само 11 година, а њен деда, лекар који је имао велико интересовање за биологију и зоологију, можда је утицао на њену одлуку да постане лекар. 
Била је слабашно дете које је често боловало од туберкулозе и због болести повремено отсуствовала са наставе у школи, па јој оцене у школи никада нису биле добре. 
Хелен се дуго борила и са дислексијом од које је патила, и коју је на крају превазишла и постала добар ученик и завршила  женски колеџ повезан са Харвардом, 1917. године. Упркос томе што је патила од дислексије—сметње у читању— бриљирала је у високом образовању. Дипломирала је на Кембриџ школи за девојке 1917. године и постала тенисерка шампионка током две године студија у Редклифу. Дипломирала је на Универзитету Калифорније у Берклију 1921. године, а након студија на Медицинском факултету Харвард и Универзитету у Бостону прешла је на Медицински факултет Универзитета Џон Хопкинс како би наставила своја истраживања у области болести срца 1923. године. На њему је стекла звање доктора  1927. године.   
Од 1927. године радила је као сарадник на кардиологији у болници Џонс Хопкинс, након чега је уследио двогодишњи стаж на педијатрији. Године 1930. постављена је за шефа Клинике за дечије срце у педијатријској јединици болнице Џонс Хопкинс, у дому Харијет Лејн, где је радила до пензионисања 1963. године. 
До тренутка када је Хелена дипломирала на Хопкинсу, изгубила је слух и ослањала се на читање са усана и слушна помагала до краја своје каријере. Неке од њених иновација у педијатријској кардиологији приписане су њеној способности да разликује ритмове нормалног и оштећеног срца додиром, а не звуком.
За редовног професора педијатрије на Универзитету Џон Хопкинс именована је 1959. године, као  једна од првих жена у историји школе која је имала то академско звање. Године 1965.  постала је и прва жена председница Америчког удружења за срце. 
У заслужену пензију отишла је 1963. године. 
Крајем 1970-их Хелена се преселила у Пенсилванију. Погинула је у саобраћајној несрећи на тргу Кенет 21. маја 1986. године, три дана пре свог 88. рођендана.

## Дело
Иако је била суочена са губитком слуха одлучна да се бави лекарском праксом, и у оквиру ње изабрала педијатријску кардиологију као субспецијалност, након што је научила да чита са усана и да „прстима слуша” срца својих пацијената. Ова фино изграђена осетљивост, у комбинацији са њеном добро развијеном моћи запажања, довела је Хелену до једног од најважнијих открића у нези срца деце у двадесетом веку - и до почетка примене операције на отвореном срцу.
Допринос у лечењу синдрома плаве бебе
Када се у оквиру дечије кардиологије заинтересовала за реуматску грозницу и урођене срчане мане Хелен је почела   да проучава "плаве бебе", одојчад чија је боја при рођењу указивала на неадекватно оксигенацију њихове крви. Са увођењем напреднијих рендгенских апарата (флуороскопа) почела је да примећује неке занимљиве шаре на снимцима плавих беба. Једног дана је приметила нешто што нико раније није схватио. Како је могуће, питала се Хелен, да су неке плаве бебе живеле дуже од других? Док су неке плаве бебе умрле након само неколико дана, друге су живеле месецима, па чак и годинама.
Хелен Таусeг је знала да су све бебе рођене са срцима која су се мало разликовала од срца одраслих. Најважнија разлика је био веома посебан крвни суд назван дуктус артериозус, за који је знала да се нормално затвара сам по рођењу. Такође је знала да се време затварања дуктуса разликовало међу људима. Користећи свој стетоскоп, могла је да открије када дечје срце прави промену ка томе да постане слично одраслом.
Њене студије су је убрзо довеле до тога да схвати да већина беба са цијанотичним срцем има увећану десну комору и да је потпуна циркулација крви у плућима спречена. Она је повезала  цијанотичне болести срца и смрти са аноксемијом и првоа је препознала да су пацијенти са отвореним дуктусом и цијанотичним срчаним обољењем прошли много боље од оних без, и да је затварање дуктуса у таквим околностима праћено погоршањем стања.  Она је закључила да ако би се дуктус артериосус могао држати отвореним или ако би се могао конструисати вештачки пут, код плавих беба би стизале крв у плућа и биле би много боље.
Када је Алфред Блелок дошао у болницу Џона Хопкинса 1941. године, Таусег му је сугерисала да би формирање отвореног дуктуса могла да пружи решење за аноксију деце са Фалотовом тетралогијом или синдромом „плаве бебе“, синдромом изазваним урођеним срчаним дефектом који лишава крв потребном количином кисеоника. Са Блелоковим бриљантним техничарем, Вивијен Томас, развили су идеју за операцију којом је требало помоћ деци са цијанотичном урођеном срчаном маном,
После много рада на лабораторијским животињама, Блејлок-Таусегова процедура је успешно обављена на веома болесном пацијенту са високим ризиком 1944. године. Иако је слабашно дете умрло месецима касније у другој операцији, дете је преживело довољно дуго да покаже преживљавање хируршке процедуре која би спасила животе десетина хиљада деце.
Успех операције донео је Хелени признање као оснивачу педијатријске кардиологије,  болници Џонс Хопкинсу бројне на лечење, а многим лекарима жељу да науче технике ове роцедуре.
Допринос у спречавање катастрофе талидомидом у САД
Упркос великом броју деце чији су животи спашени у Блејлок-Таусег операцији, њен најважнији допринос друштву догодио се 1960-их година. Касних 1960-их и раних 1960-их, талидомид, лек за смирење, произвео је велики број деформисаних новорођенчади у Европи. У јануару 1962. један један од њених ученика  скренуо јој је пажњу на ове урођене малформације, познате као фокомелија, које се јављају у Немачкој и Енглеској и које су вероватно узроковане талидомидом. У фебруару 1962. године отишала је у Европу да провери извештаје о талидомиду. На крају своје турнеје по Европи, уверила се да пилула за спавање изазива урођене мане и да је потребно упозорити више инстанци. Вратила се у Сједињене Америчке Државе и у априлу 1962 обратила се Америчком колеџу лекара са подацима о талидомиду и Управи за храну и лекове  и пријавила своје налазе. Влада САД као и лекари широм Америке озбиљно су схватили њене препоруке, и убрзо је употреба таблета за спавање од стране трудница  прекинута.
Захваљујући овим Хелениним открићима у марту 1963. године у САД је ступио  на снагу закон који је захтевао пажљивије тестирање лекова, посебно код трудница.
Допринос изучавању срчаних мана
Хеленин последњи научни рад било је истраживање урођених срчаних малформације код птица, са хипотезом да су срчане мане у великој мери последица еволуционих узрока, а мање због изложености околини.  Њен рад „Еволуционо порекло срчаних малформација“, након њене изненадне смрти  у саобраћајној несрећи завршило је неколико бивших сарадника и објављено је постхумно.

## Признања
Хелена је носилац бројних  признање и почасти за свој допринос кардиологији, од којих су најзначајније:
- Француска Легија части,

- Италијанска награда Фелтринели,

- Перуанска Председничка медаља части

- Медаља слободе Сједињених Америчких Држава, коју јој је доделио председник Линдон Б. Џонсон.

- Награда Елизабет Блеквел 1970.

У знак признања  „Дечији педијатријски кардиолошки центар Хелен Б. Таусиг” у болници Џонс Хопкинс  у знак сећања на жену која је решила мистерију плавих беба, поносно носи њено име.